# Haohmaru
Haohmaru (tiếng Nhật: Haohmaru 覇王丸; Haōmaru?: Haoh - bá vương, maru - hoàn, có nghĩa là vòng tròn bá vương) là một nhân vật hư cấu trong trò chơi điện tử Samurai Shodown (Thi hồn) của Nhật Bản, và được xây dựng dựa trên mẫu hình của một kiếm khách đệ nhất Nhật Bản thời chiến quốc là Miyamoto Musashi (Vũ Tàng Cung Bổn).

## Cốt truyện
Trong trò chơi này, cốt truyện về Haohmaru là một đứa bé mồ côi, được Cafeine Nicotine đem về nuôi và nhận làm nhị để tử (đại đệ tử là Genjuro: Ảo Thập Lang), sau này ban cho danh đao Fugudoku (chữ Nhật: 河豚毒/Đồn hà độc [Blowfish poison]) và một bình rượu Sake có yểm bùa chú để trừ tà (cái bình rượu này anh luôn đeo trên vai), Miyamoto Musashi cũng có mái tóc bờm chờm và luôn làm bạn với rượu giống Haohmaru. Tên tuổi Miyamoto Musashi gắn liền với địa danh đảo Ganryu (Nghiêm Lưu), trong trò chơi này thì đảo Ganryu cũng là địa điểm thi đấu của Haohmaru. Tuy nhiên, Musashi thuộc phái Song Kiếm, trong khi Haohmaru thì chỉ dùng một thanh kiếm duy nhất.

## Kỹ thuật
Tuyệt chiêu mạnh nhất của Haohmaru là chiêu kiếm chém và anh có một "tinh thần võ sĩ đạo". Nicotine từng dặn anh về chiêu thức tột đỉnh của kiếm đạo, đó là dồn đối thủ về một góc, tập trung tinh thần tung ra một chiêu quyết định, chỉ một chiêu nhưng có thể đánh bại đối thủ. Sau khi thọ giáo Jubei, lại được Kuroro giúp đỡ, Haohmaru đã ngộ ra được chiêu này và coi như đã đạt đến cảnh giới siêu phàm trong kiếm đạo. Một chiêu tập hợp đầy đủ các yếu tố sức mạnh, kỹ thuật và tinh thần ở mức cao nhất.